# Arnold IV van Andechs
Arnold IV van Andechs (overleden rond 1080) was van 1060 tot aan zijn dood graaf van Andechs. Hij behoorde tot het huis Andechs.

## Levensloop
Arnold IV was de tweede zoon van graaf Arnold III van Sundgau en diens echtgenote Adelheid.
Na de dood van zijn oudere broer Berthold I in 1060 erfde hij het graafschap Andechs, dat hij bleef besturen tot aan zijn dood rond 1080. Tijdens zijn bewind stichtte hij in 1073 het klooster van Aetle.
Hij was gehuwd met Gisela van Schweinfurt, dochter van hertog Otto III van Zwaben. Ze kregen twee zonen:
- Arnold V (overleden rond 1120), graaf van Andechs
- Berthold II (overleden in 1151), graaf van Andechs